# Moriarty (New Mexico)
Moriarty is een plaats (city) in de Amerikaanse staat New Mexico, en valt bestuurlijk gezien onder Torrance County.

## Demografie
Bij de volkstelling in 2000 werd het aantal inwoners vastgesteld op 1765.
In 2006 is het aantal inwoners door het United States Census Bureau geschat op 1807, een stijging van 42 (2,4%).

## Geografie
Volgens het United States Census Bureau beslaat de plaats een oppervlakte van
12,4 km², geheel bestaande uit land.

## Plaatsen in de nabije omgeving
De onderstaande figuur toont nabijgelegen plaatsen in een straal van 32 km rond Moriarty.